# Podnoszenie ciężarów na Letnich Igrzyskach Olimpijskich 1896 – podnoszenie ciężarów oburącz

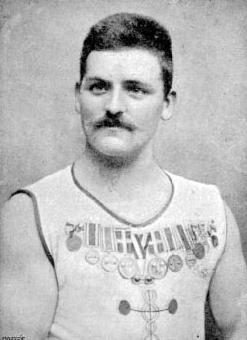
Mistrz olimpijski – Viggo Jensen

Konkurencja podnoszenia ciężarów oburącz na Igrzyskach Olimpijskich w Atenach w 1896 roku odbyła się 7 kwietnia. Konkurencja ta była jedną z dwóch rozegranych w ramach zawodów w podnoszeniu ciężarów, obok podnoszenia ciężarów jednorącz. Do zawodów zgłoszono dziesięciu zawodników. Każdy miał trzy podejścia. Następnie do finału awansowało trzech zawodników, którzy otrzymali trzy kolejne próby.
Zawodnicy dźwigali techniką podobną do dzisiejszego podrzutu. Zarówno Viggo Jensen jak i Launceston Elliot podnieśli ten sam ciężar o masie 111,5 kg. Król Jerzy I przyznał pierwsze miejsce Duńczykowi, uznając, iż podnosił ciężary w lepszym stylu. Po proteście Brytyjczyków obaj sztangiści dostali kolejną próbę poprawienia swoich wyników, żadnemu jednak nie udało się podnieść większego ciężaru i ostatecznie zwycięzcą ogłoszono Jensena. Podczas dogrywki Jensen doznał kontuzji.

## Wyniki
| lp. | Zawodnik             | Kraj                 | Wynik    | Uwagi |
| --- | -------------------- | -------------------- | -------- | ----- |
| 1.  | Viggo Jensen         | Dania                | 111,5 kg |       |
| 2.  | Launceston Elliot    | Wielka Brytania      | 111,5 kg |       |
| 3.  | Sotirios Versis      | Królestwo Grecji     | 90 kg    |       |
| 4.  | Georgios Papasideris | Królestwo Grecji     | 90 kg    |       |
| 4.  | Carl Schuhmann       | Cesarstwo Niemieckie | 90 kg    |       |
| 6.  | Momcsilló Tapavicza  | Węgry                | 80 kg    |       |